# Adolf Rapp (Historiker)
Adolf Rapp (* 26. November 1880 in Stuttgart; † 14. Februar 1976 in Tübingen) war ein deutscher Historiker.

## Leben
Nach der Promotion zum Dr. phil. 1906 an der Universität Tübingen und der Habilitation 1910 in Tübingen war der Sohn Adolf Rapps dort von 1916 bis 1961 außerplanmäßiger Professor für Geschichte und von 1922 bis 1946 Studienrat in Tübingen.

## Schriften (Auswahl)
- Die öffentliche Meinung in Württemberg von 1866 bis zu den Zollparlamentswahlen, März 1868. Stuttgart 1907, OCLC 247762235.
- Friedrich Theodor Vischer und die Politik. Tübingen 1911, OCLC 1944753.
- Die Entwickelung unserer Orientpolitik. Tübingen 1916, OCLC 72596638.
- Das österreichische Problem in den Plänen der Kaiserpartei von 1848. Tübingen 1919, OCLC 252765215.
- Der deutsche Gedanke. Seine Entwicklung im politischen und geistigen Leben seit dem 18. Jahrhundert. Bonn 1920, OCLC 10472879.
- Großdeutsch – kleindeutsch. Stimmen aus der Zeit von 1815 bis 1914. München 1922, OCLC 72688827.
- Der Kampf um die Demokratie in Deutschland seit der großen französischen Revolution. Berlin-Wilmersdorf 1923, OCLC 1068606489.
- Der Kampf um deutsche Einheit. Antrittsrede an der Technischen Hochschule in Stuttgart, gehalten am 4. Mai 1926. Stuttgart 1926, OCLC 312344964.
- Die Bedeutung der Konfession in der Geschichte Württembergs. Vortrag gehalten auf der Jahresversammlung des Vereins für Württembergische Kirchengeschichte in Tübingen 14. Juli 1926. Tübingen 1926, OCLC 219761962.
- Die deutsche Monarchie. Eine geschichtliche Betrachtung. Langensalza 1927, OCLC 257746129.